# شهروز رامتین
 ناصر محمد رضایی با نام هنری شهروز رامتین (زاده ۱۳۲۱) بازیگر قدیمی سینمای ایران است.

## زندگی‌نامه
شهروز رامتین در سال ۱۳۲۱ در تهران زاده شد پس از دیپلم، در رشته تئاتر در دانشکده هنرهای زیبا به اخذ کارشناسی نائل شد.
وی از ۲۵ سالگی در تئاتر شروع به فعالیت کرد و از سال ۱۳۴۸ وارد عرصه سینما گردید. وی فیلم‌هایی چون، دلیران تنگستان، عروس بیانکا، سه قاپ، میعادگاه خشم را در کارنامه قبل از انقلاب خود دارد، و همچنین پس از انقلاب هم در عرصه سینما حضور داشت و در فیلم‌هایی چون قیام، سردار جنگل و پنجه در خاک ایفای نقش نمود و این فعالیت تا سال ۱۳۷۶ ادامه داشت.

## شایعات
خبر درگذشت او در تاریخ ۱۰ شهریور ۱۳۹۹ در سن ۷۸ سالگی در سوئد منتشر شد که توسط برادرش تکذیب شد.

## فیلم‌شناسی
1. پنجه در خاک (۱۳۷۶)
2. سردار جنگل (۱۳۶۲)
3. قیام (۱۳۵۹)
4. نفس گیر (۱۳۵۷)
5. تلافی (۱۳۵۶)
6. شارلوت به بازارچه می‌آید (۱۳۵۶)
7. نان و نمک (۱۳۵۶)
8. اگر برگی نریزد (۱۳۵۵)
9. عبور از مرز زندگی (۱۳۵۴)
10. زنجیری (۱۳۵۲)
11. مصطفی لره (۱۳۵۲)
12. معشوقه (۱۳۵۲)
13. استوار و پاسبان (۱۳۵۱)
14. ساعت فاجعه (۱۳۵۱)
15. جان‌سخت (۱۳۵۰)
16. سه قاپ (۱۳۵۰)
17. ماجرای یک دزد (۱۳۵۰)
18. میعادگاه خشم (۱۳۵۰)
19. آینه زمان (۱۳۴۹)
20. جمعه شیرین (۱۳۴۹)
21. دور دنیا با جیب خالی (۱۳۴۹)
22. رقاصه شهر (۱۳۴۹)
23. عروس بیانکا (۱۳۴۹)
24. دلیران تنگستان
25. بازی خطرناک (۱۳۴۸)

1. سریال غریبه